# Borderlands
Borderlands é um jogo eletrônico de tiro em primeira pessoa com elementos de ficção científica e RPG eletrônico produzido pela Gearbox Software para o Windows, Xbox 360 e PlayStation 3. Foi revelado pela primeira vez em Setembro de 2007 na revista Game Informer. As versões para consoles foram lançadas na América do Norte em 20 de Outubro de 2009, em 23 de Outubro nos países PAL, e a 10 de Fevereiro de 2010 no Japão. A versão para Windows começou a ser comercializada em 26 de Outubro na América do Norte e 29 de Outubro internacionalmente. O sucesso do jogo levou a diversas continuações, começando em 2012 com  Borderlands 2.

## Sinopse
Em um futuro distante dominado por megacorporações, os mercenários Brick, Lilith, Mordecai e Roland chegam no planeta Pandora em busca de um suposto tesouro escondido por alienígenas conhecido por "The Vault".